# Лоаццоло
Лоаццоло (итал. Loazzolo) — коммуна в Италии, располагается в регионе Пьемонт, в провинции Асти.
Население составляет 357 человек (2008 г.), плотность населения составляет 23 чел./км². Занимает площадь 15 км². Почтовый индекс — 14050. Телефонный код — 0144.
Покровителем коммуны почитается святой Антоний Великий, празднование 17 января.
Здесь в Лоаццоло  находится около 150 гектаров виноградников и производится один из лучших мускатов DOC.

## Демография
Динамика населения:

## Администрация коммуны
- Официальный сайт: http://www.comune.loazzolo.at.it